# Chiesa della Madonnina (Palazzolo Vercellese)
La chiesa della Madonnina è uno degli edifici storico-religiosi più importanti di Palazzolo Vercellese, per via delle sue caratteristiche e del suo utilizzo. La chiesa si trova all'inizio del paese, circondata dall'incrocio di due vie principali (via Giovanni Ferraris e viale Curzio Conzaga), inserendola in un terreno a forma triangolare, occupato da un giardino con rigogliosi tigli. L'edificio è ben visibile, grazie alla sua recente tinteggiatura di color rosa acceso per le pareti e bianco perla per i pilastri. Gli utilizzi di questa chiesetta vengono attribuiti alle cerimonie religiose, quali i matrimoni, la "messa delle undici" del Lunedì dell'Angelo e la solenne processione annuale, detta anche "festa di fine raccolto", perché si svolge all'ultima domenica di ottobre, quando ormai gli agricoltori hanno concluso la mietitura del riso. Durante tale processione, la statua della Madonna viene portata per le vie del paese, in segno di ringraziamento per il buon esito del lavoro svolto durante l'anno, non solo di tipo agricolo, ma di qualunque genere e settore. Alla fine, viene consegnata ad ogni contadino palazzolese, attraverso una relativa offerta, la tipica torta del luogo, la csenta.

## Storia
Da antichi documenti si apprende che era una chiesa campestre (fuori le mura di cinta di Palazzolo) detta Santa Maria di Corrado e nel tempo è stata riedificata e riparata diverse volte. Nel 1495 fu riedificata, e dopo quasi duecento anni, nel 1692, fu riparata; in seguito, per qualche tempo, sembra sia stata in abbandono e nel 1700 nei pressi viveva un eremita. Venne nuovamente riedificata nel 1765 e nel 1776 accanto alla chiesa fu costruito un deposito per il ghiaccio, dal quale si serviva tutta la popolazione, che è esistito per più di centocinquant'anni tanto che è stato demolito negli anni '30 del XX secolo. Nel 1781 fu poi edificato il campanile, più basso di quello attuale, e nel 1908, risulta che fu acquistata una nuova campana. Nel 1930 la chiesa fu decorata del pittore trinese Ernesto Borla. Negli anni '30, dopo la demolizione della ghiacciaia, al suo posto venne allestito il giardino che si trova a nord della chiesa. Verso la fine degli anni '40 venne rialzato il campanile e nel 1949 è stata fusa la nuova campana della fonderia Achille Mazzola di Valduggia, in provincia di Vercelli. Negli anni '50 fu abbattuto il muro portante dietro l'altare, fino all'altezza sotto la nicchia della statua della Madonna, mettendo così in comunicazione il coro con la sacrestia. Negli anni '60 è stata portata via dalla chiesa, in circostanze tuttora sconosciute, la statua di Gesù Cristo deposto sulla croce, che si trovava adagiata su una portantina. La statua riproduceva con estremo realismo le condizioni di Gesù deposto dopo la crocefissione, tanto che si rimaneva impressionati dal vedere le ferite e le piaghe di un color rosso vivo sulle mani, sui piedi e sul costato. A oggi, inspiegabilmente non si sa dove sia finita la statua. A comprovare la sua esistenza, sul soffitto della zona dove era riposta, sono dipinti due medaglioni entro cui vi sono altrettante scritte in latino, in uno: Attritus est propter scellera nostra ("logorato per i nostri peccati"), nell'altro: Livore eius sanati sumus ("dalle sue piaghe siamo stati sanati").
Nel 2005 sono state restaurate le decorazioni dipinte su pareti e soffitto, ad effetto marmoreo, dall'ingegnere Passarino di Palazzolo.

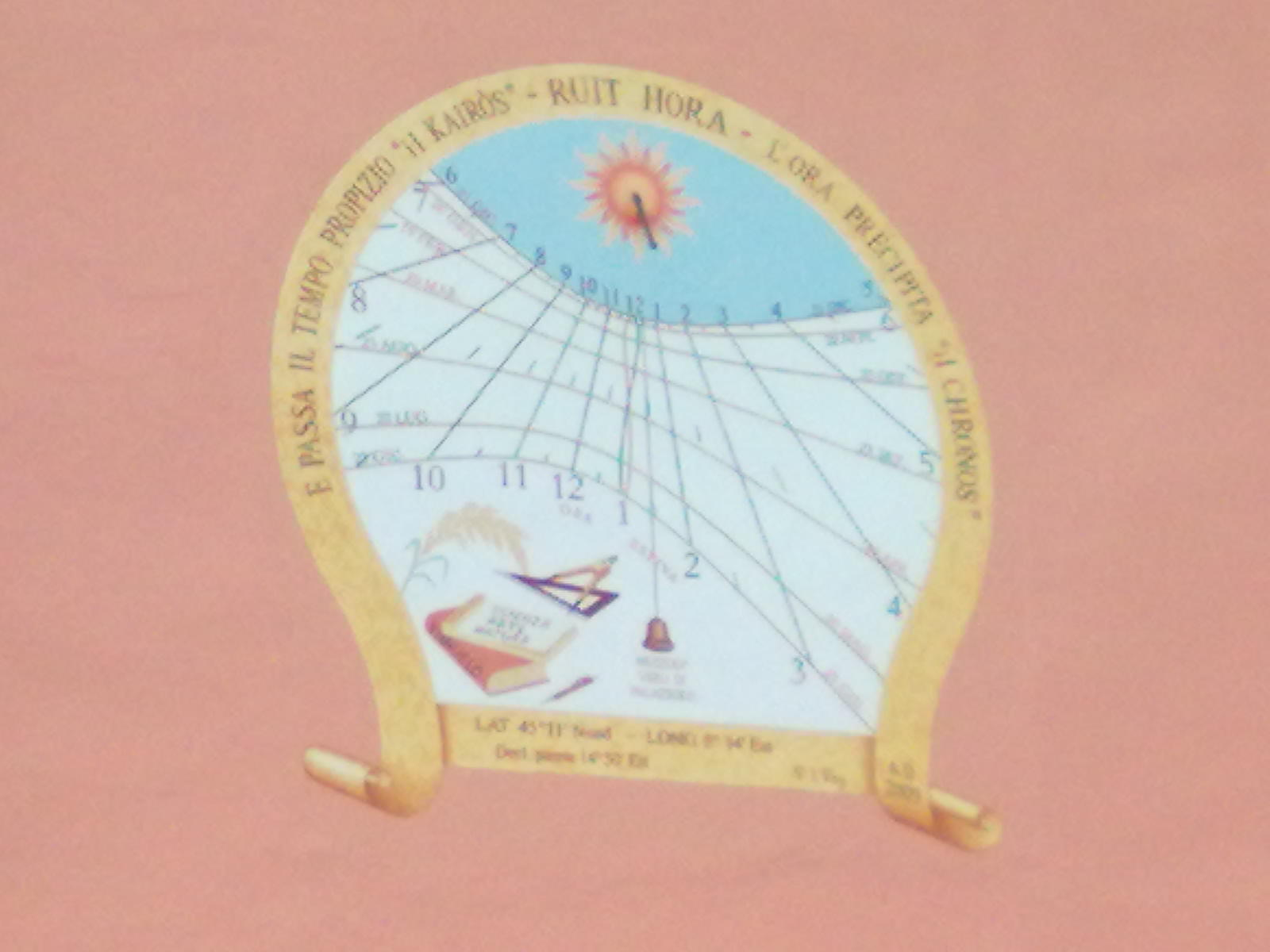
La meridiana realizzata dal palazzolese Pietro I. Poy nel 2009

Nel 2009, sulla parete esterna a sud della chiesa, è stato costruito un orologio solare, la cosiddetta meridiana, realizzata da Pietro I. Poy. 
Nel 2011, non potendosi più suonare la campana, è stato necessario intervenire sul castello della stessa perché un perno di oscillazione si era disancorato spostandosi obliquamente; si è costruito un nuovo ceppo in legno di faggio mantenendo l'originaria forma precedente, pur costruendo la ferramenta nuova. Il giorno 26 novembre è stata ricollocata la campana al suo posto con le parti costruite a nuovo e il palazzolese Giuseppe Poy, campanaro da molti decenni, ha potuto constatare la scorrevolezza del movimento e l'ampiezza del suono perfetti. Per celebrare questo importante ripristino della campana della chiesa della Madonnina, il sacerdote della comunità, don Eligio Pertusati, ha suonato per il periodo di una settimana l'Ave Maria dopo il tramonto.